# Partido Democrático de los Socialistas de Montenegro
El Partido Democrático de los Socialistas de Montenegro (PSDM) (en montenegrino: Демократска Партија Социјалиста Црне Горе/Demokratska Partija Socijalista Crne Gore) es un partido político socialdemócrata de Montenegro.
Es el sucesor de la Liga de los Comunistas Yugoslavos, filial Montenegro. Se cambió el nombre en 1991. El PSDM gobernó el país desde 1991. Desde ese año, hasta 1998, bajo Momir Bulatović, el partido retomó relaciones formales con Serbia. En 1998, Bulatović fue remplazado por Milo Đukanović, alejándose de Serbia. Bulatović formó ese mismo año el Partido Socialista del Pueblo de Montenegro.
El actual presidente del país, Milo Đukanović, es miembro del partido.

## Elecciones parlamentarias
|  | 58.29 % |

|  | 43.78 % |

|  | 51.24 % |

|  | 49.54 % |

|  | 42.36 % |

|  | 47.98 % |

|  | 48.62 % |

|  | 51.94 % |

|  | 46.33 % |

|  | 41.41 % |

|  | 35.06 % |

|  | 23.26 % |